# Leinefelde-Worbis
Leinefelde-Worbis è una città di 19 986 abitanti della Turingia, in Germania.

È il centro maggiore, ma non il capoluogo, del circondario dell'Eichsfeld.

## Storia
Il 1º gennaio 1992 venne aggregato alla città di Leinefelde il comune di Breitenholz.
Nel 2018 venne aggregato alla città di Leinefelde-Worbis il comune di Hundeshagen. Il 1º gennaio 2019 venne aggregato anche il comune di Kallmerode.